# Сарстун
Сарсту́н (исп. Río Sarstoon, Zarstún, Sarstún) — река в Белизе и Гватемале.
В верхнем течении называется Чахаль (Chahal), затем Грасьяс-а-Дьос (исп. Gracias a Dios).
Берёт начало в Сьерра-де-Санта-Крусв Гватемале. В нижнем течении является естественной границей между Гватемалой и Белизом. Впадает в бухту Аматике Гондурасского залива. В устье реки находится остров Сарстун, южная протока реки глубже северной и по ней проходит государственная граница. Вблизи устья реки находится военная база Гватемалы. Между странами происходили приграничные конфликты из-за права контроля за южной протокой реки. Длина — 140 километров. Площадь водосборного бассейна — 2109 км².
В 1994 году в Белизе в нижнем течении реки создан Национальный парк Сарстун-Темаш (англ. Sarstoon Temash National Park). В 2005 году он включён в список водно-болотных угодий международного значения в рамках Рамсарской конвенции. Со стороны Гватемалы располагается созданная в 2005 году Территория многоцелевого использования Рио-Сарстун (исп. Área de Uso Múltiple Río Sarstún).